# Алея на ангелите
Алеята на ангелите (на руски: Алле́я а́нгелов) се намира в град Донецк, Украйна е мемориал в памет на децата от Донбас, убити по време на войната в Донбас до 2015 г. На входа има арка от ковани рози, символи на Донецк, преплетени със снаряди от картечници, символи на войната, и гълъби, символи на мира. Под арката има гранитна плоча с имената и възрастта на убитите деца. Гилзата от 152 мм снаряд от реактивна установка за залпов огън е превърната в мемориална камбана за всички загинали в тази война.

## История на мемориала
На 5 май 2015 г. е монтирана и открита плочата с надпис „Алея на ангелите“. Арката и табелата са монтирани през август 2015 г.На 1 юни 2017 г. на алеята е издигнат паметник на децата на Донбас. Създадена е от руския скулптор Денис Селезнев.За място е избран паркинг близо до Донецката детска железница. Инициативата за откриването на паметника е на ръководителя на градската администрация на Донецка народна република Игор Мартинов, който предлага да се запази паметта на децата на Донбас, загинали по време на въоръжения конфликт в Източна Украйна. Това предложение получава единодушната подкрепа на всички членове на градската управа.
На 29 август 2014 г. селището от градски тип Петровске (Луганска област) е подложено на масиран обстрел. Кирил Сидорюк прикрива, спасявайки по-малката си сестра от смърт. Дванадесетгодишният Кирюша почива на място от наранявания, несъвместими с живота, сестра му е ранена.Посмъртно Кирил Сидорюк е награден с медал „За храброст“ I степен.
През 2018 г. УНИЦЕФ Украйна съобщава в Туитър, че над 140 деца са били убити или ранени от мини по време на войната.

## Инсталиране на паметника на децата на Донбас
През 2015 г. Руската федерация организира проекта „Мир по света“, в рамките на който деца от Русия и Европа нарисуват скици на мемориална скулптура за децата на Донбас. Руският скулптор Денис Селезньов по модел, изработен от гимназисти от училище №. 1100 от Москва, заедно с деца от Германия, създадават скулптурна група в памет на децата на Донбас. В скулптурната композиция момчето гледа към небето, покривайки по-малката си сестра със себе си. Композицията е монтирана на Viale degli Angeli и тържествено открита на 2 юни 2017 г. В тържественото откриване участват гости от Германия и Италия. След откриването паметникът е осветен от духовенството на църквата „Свети Никола“ в Донецк. В заключителната част на събитието е отслужен молебен за възцаряването на мира в Донбас.